# Sanguine
Pour les articles homonymes, voir sanguine (homonymie).

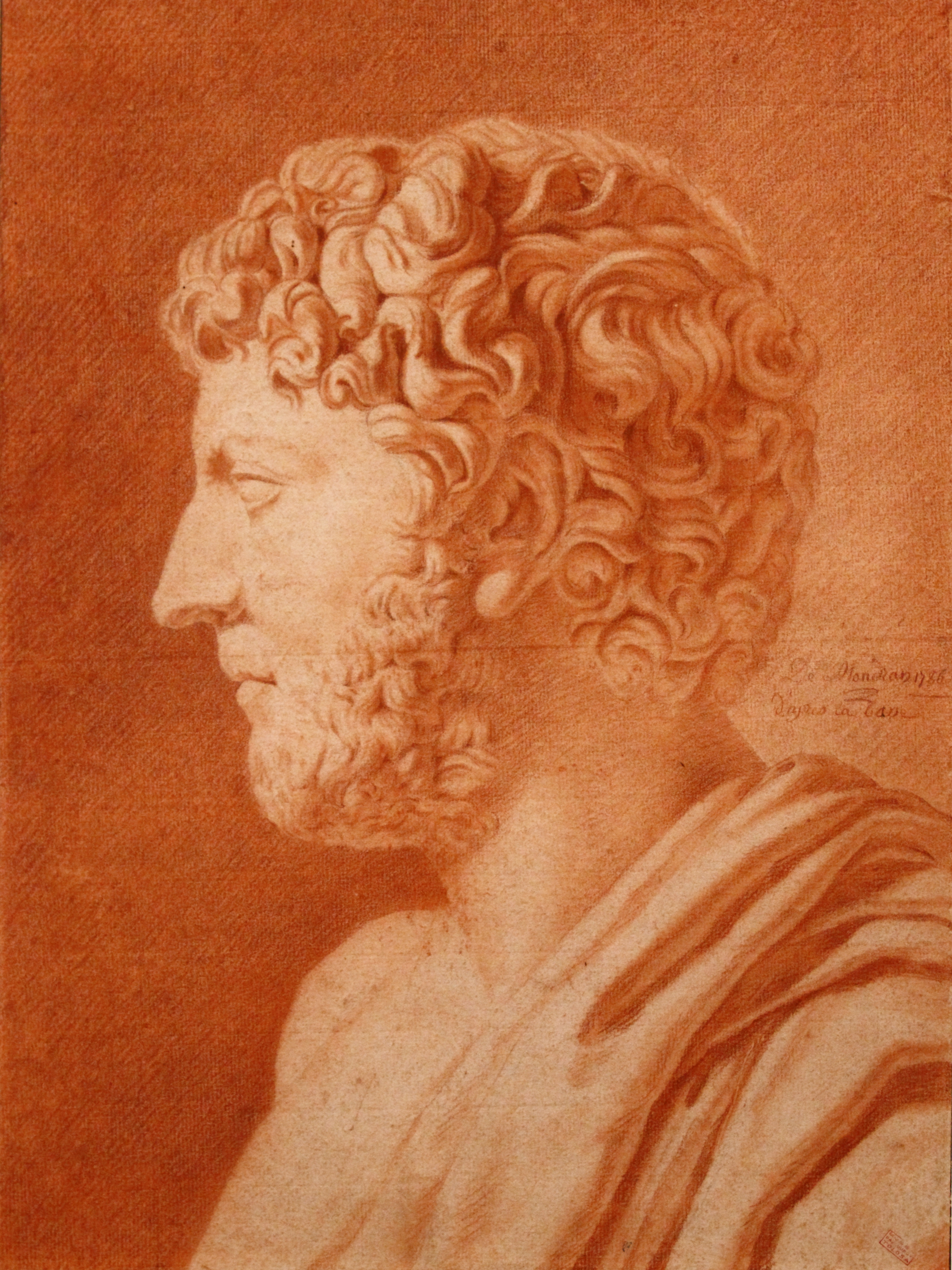
Étude d'après un buste romain à la sanguine (1786), mademoiselle de Mondran, musée Paul-Dupuy, Toulouse.

La sanguine est une famille de pigments de couleur rouge terre. La sanguine se décline également en orange, ocre, marron et beige.
On trouve des craies, des crayons et des pastels de couleur sanguine. La couleur sanguine est produite historiquement à partir de l'hématite, une roche contenant de l'oxyde de fer.
Par extension, une œuvre (monochrome) exécutée avec de la sanguine porte le nom de sanguine.

## Historique

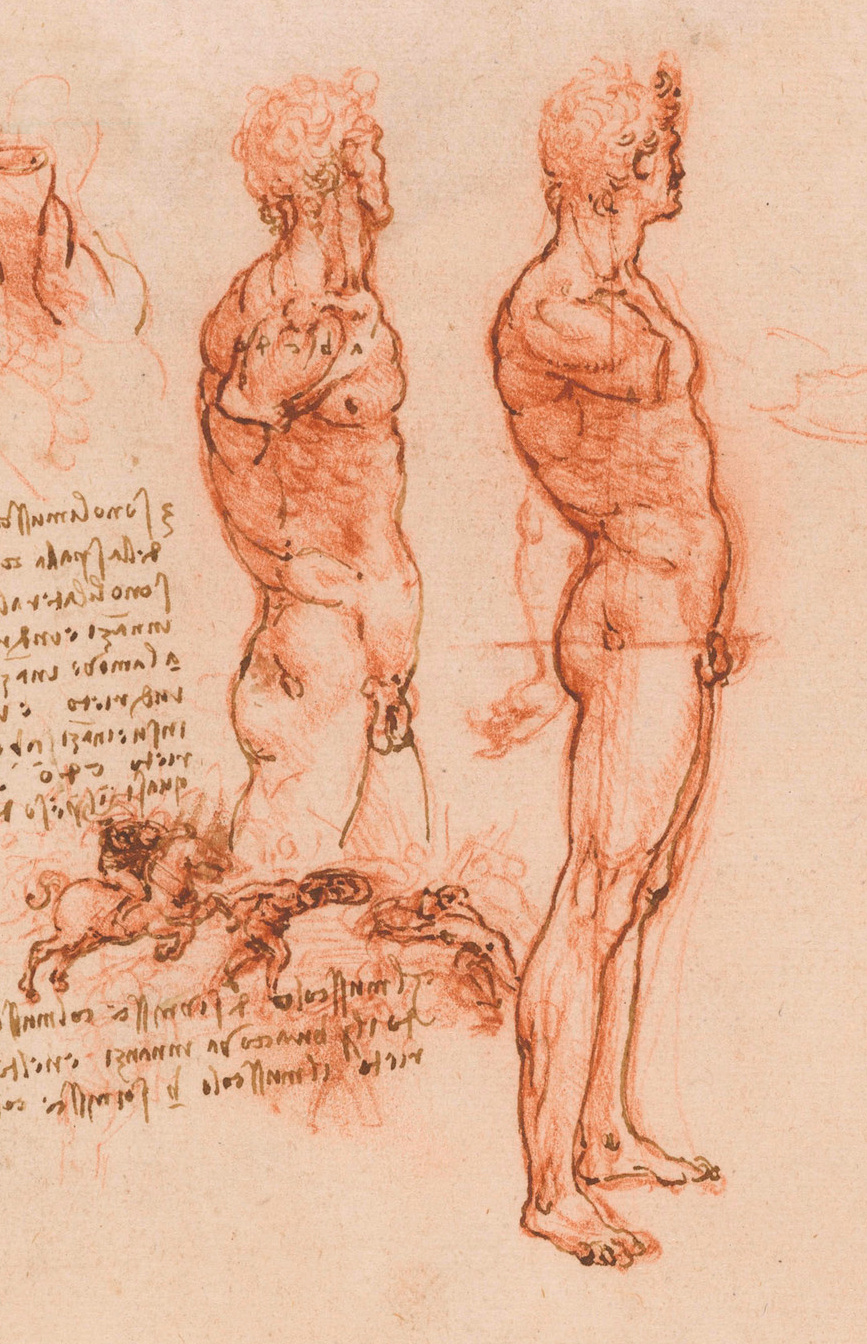
Étude anatomique de Léonard de Vinci à la sanguine (1504).

On trouve des traces de l'utilisation de la sanguine dès la Renaissance pour la coloration ou pour l'exécution de dessins. L'apogée de son utilisation se situe au XVIIIe siècle, puis la technique de la sanguine connaît un net déclin.
Parmi les peintres utilisant la sanguine, on peut citer Nicolas Poussin, Antoine Watteau, Jean Honoré Fragonard, Jacques-Louis David, Dominique Ingres et Léonard de Vinci (utilisée dans son autoportrait).

## Technique
La sanguine trouve son utilisation naturelle dans la production de croquis, de modèles vivants et de scènes rustiques. Elle est idéale pour le rendu des modelés et des volumes.
La sanguine sous forme de craie s'étale facilement et a une utilisation proche de celle du fusain ou du pastel. Elle nécessite ainsi d'être fixée à la fin de l'exécution de l'œuvre.
Comme pour le pastel, le ton du papier est primordial pour l'exécution d'une sanguine. Ainsi, une technique picturale ayant été mise au point pendant la Renaissance, la technique des trois crayons, consiste à représenter un modèle vivant à l'aide d'une craie sanguine, d'une pierre noire et d'une craie blanche sur un papier teinté (couleur crème par exemple). La combinaison de ces couleurs permet de rendre toutes les nuances carnées du modèle vivant avec le plus grand réalisme.